# Saturn (raketserie)
För andra betydelser, se Saturn.
Saturn var en serie raketer som utvecklades från sena 1950-talet och användes i det amerikanska Apolloprogrammet för att landsätta människor på månen.Vehicle Assembly Building (VAB) finns på John F. Kennedy Space Center. Byggnaden byggdes 1965 och invigdes 1966. För att kunna bygga höga Saturnus-raketer under Apolloprogrammet var man tvungen att bygga en gigantisk monteringshall. 
Wernher von Braun ledde utvecklingsarbetet.
I serien ingick:
- Saturn I - Rymdraket byggt som ett kluster av raketer för att kunna lyfta tunga nyttolaster till låg jordbana.
- Saturn IB - Rymdraket utvecklad från Saturn I som en stark raket med hög lyftkraft.
- Saturn V (Saturn 5) - Månraketen, som hade kapacitet att ta apolloprogrammets kommandomodul och månlandare ur omloppsbanan runt jorden och vidare till månen.
- Saturn INT-21 - Användes för att lyfta rymdlaboratoriet Skylab, i grunden en tvåstegs Saturn V.

När NASA nu skall avveckla rymdfärjorna har man bestämt sig för att utveckla nya raketer med tekniker från både rymdfärjorna och Saturnraketerna. Det skall bli två olika rakettyper vid namn Ares I och Ares V för att hedra Saturnraketerna tillförlitlighet. Det finns även förslag på en tredje raket Ares IV.